# Monterrey Open 2009
Monterrey Open 2009 — тенісний турнір, що проходив на відкритих кортах із твердим покриттям. Це був перший за ліком Monterrey Open. Належав до категорії International у рамках Туру WTA 2009. Відбувся в Sierra Madre Tennis Club у Монтерреї (Мексика). Тривав з 2 до 8 березня 2009 року.

## Учасниці

### Сіяні пари
| Спортсменка        | Країна    | Рейтинг* | Сіяна |
| ------------------ | --------- | -------- | ----- |
| Агнешка Радванська | Польща    | 10       | 1     |
| Маріон Бартолі     | Франція   | 13       | 2     |
| Флавія Пеннетта    | Італія    | 15       | 3     |
| Чжен Цзє           | Китай     | 18       | 4     |
| Агнеш Савай        | Угорщина  | 27       | 5     |
| Івета Бенешова     | Чехія     | 31       | 6     |
| Хісела Дулко       | Аргентина | 36       | 7     |
| Марія Кириленко    | Росія     | 38       | 8     |

- Рейтинг подано станом на 2 березня 2009.

### Інші учасниці
Нижче наведено учасниць, які отримали вайлд-кард на участь в основній сітці:
- Мелісса Торрес Сандоваль
- Уршуля Радванська
- Магдалена Рибарикова

Нижче наведено гравчинь, які пробились в основну сітку через стадію кваліфікації:
- Ленка Вєнерова
- Міхаелла Крайчек
- Ваня Кінґ
- Аранча Рус

## Переможниці та фіналістки

### Одиночний розряд
Маріон Бартолі def.
 Лі На 6–4, 6–3
- Для Бартолі це був перший титул за сезон і 4-й — за кар'єру.

### Парний розряд
Наталі Деші /  Мара Сантанджело —  Івета Бенешова /  Барбора Стрицова 6–3, 6–4